# テサナ・パンウィスワス
テサナ・パンウィスワス（英語: Tesana Panvisvas、タイ語:  เทศนา พันธ์วิศวาส、1978年3月14日 - ）は、タイの男子バドミントン選手。BWF世界ランキングは最高1位。

## 経歴
プラモート・ティーラウィワタナとペアを組んで男子ダブルスで活躍。
2002年には、アジア競技大会で銀メダルを獲得。同年の中国オープンで優勝。
BWF世界ランキングでは最高で1位に到達。